# Петровська Гора
Петровська Гора — історична місцевість Житомира.

## Розташування
Петровська Гора розташована у межах Корольовського адміністративного району, у центральній частині міста, південніше його «ядра», від якого підніжжя Петровської Гори відділяє всохле русло безіменного струмка. Пагорб височіє над лівими берегами річок Кам'янки та Тетерева, розташованими із південного заходу та півдня, відповідно. Найвища точка Петровської Гори, висота якої становить 232,6 м, знаходиться на території фармацевтичної фабрики по Шляхетній вулиці та фактично є найвищою точкою у середмісті Житомира.

## Історичні відомості
Забудова Петровської гори почала формуватися ще у другій половині XVIII ст. Таким чином, станом на завершення XVIII ст., на Петровському пагорбі існували: вулиця Віктора Косенка, яка на той час мала назву вулиця Зелена, а також вулиця Миколи Лисенка — вулиця Тісна. На той же час припав початок формування вулиці Професора Кравченка, історична назва якої — Петровська вулиця — топонімічно закріплена назва пагорбу, на якому розташована ця вулиця. Тоді, на кінець XVIII — поч. XIX ст., Петровська Гора являла собою південно-східне передмістя Житомира. Східніші землі відносно Петровської Гори були вільними від забудови, а на південний схід розміщувався монастир Шаріток. Із містом (т. зв. «передмістям»), пагорб (а самеЗелену вулицю) зв'язувала вулиця Глиняна (згодом — Театральна, а на даний момент у межах Петровської Гори являє собою відрізок вулиці Дмитра Донцова від Театральної вулиці до Пушкінської). Також дорогою, що зв'язала Петровську Гору з містом, була Тісна вулиця, яка в той час, поєднала Єзуїтський монастир з Петровською Горою, на якій у районі нинішнього Шодуарівського провулку наприкінці XVIII — першій половині XIX ст. розкинулося кладовище, яке ймовірно являло собою єзуїтське.
Справжній розквіт місцевість Петровська Гора переживає у другій половині XIX століття — початку XX століття. Тоді пагорб активно розбудовувався особняками та дохідними будинками заможних міщан. Ще 1855 року постала будівля міського театру — пам'ятка історії та архітектури. У 1860-х роках перед будівлею театру сформувався Театральний майдан — місце зборів і демонстрацій. Майже навпроти театру, у 1876 році збудували будівлю для жіночого духовного училища (пам'ятка архітектури).
Петровський пагорб, а конкретно точку неподалік його вершини, на перехресті нинішніх вулиць Шляхетної та Віктора Косенка було обрано місцем для побудови водонапірної вежі.
Саме у районі Петровської гори, вздовж вулиць Шляхетної та Віктора Косенка ще наприкінці XIX ст. проведені перші кілометри мережі міського водопроводу. Наприкінці 1912 року на вулиці Петровській постала водолікарня, яка, згідно з рекламним повідомленням, знаходиться у найкращій частині міста в гігієнічному відношенні Тоді на Петровській Горі знаходились елітні помешкання міщан з архітектурними родзинками. Особливо вирізнялись особняк Гамільтона з башточкою на Малочуднівській вулиці та житловий будинок лікаря Болеслава Липського на Лермонтовській в стилі неоготики з мавританським фризом. Особняки існують і сьогодні, проте, у стані, далекому від первісного. Пам'ятка архітектури місцевого значення, що перебуває у кращому стані — особняк фон Бель, що по Віктора Косенка, 8, побудови кінця XIX сторіччя, у якому пізніше розміщувалася редакція газети «Сільське Життя».
Петровська Гора, бувши статусним районом Житомира на початку XX століття, зібрала багатьох неординарних мешканців.
Гору та її південне підніжжя обрав для побудови маєтку барон де Шодуар Іван Максиміліанович. На території, яку наразі займає парк культури та відпочинку ім. Гагаріна та прилеглі квартали житлової громадської забудови, обмежені Старим бульваром, Шодуарівським провулком та Лермонтовською вулицею, на початку XX століття постав маєток Шодуара, прикрасами якого стали чотириповерховий палац, по вулиці Лермонтовській, 13, разом із дендрологічним садом, закладеним нижче підпірної стінки. За радянської влади у палаці облаштовано краєзнавчий музей, а територію саду Шодуара переформатовано у ботанічний сад цього музею, пізніше перетворивши його на частину міського парку. Наразі на місці палацу, знесеного у післявоєнний час, знаходиться парк з атракціонами. Частково збережений дотепер комплекс будівель садиби Шодуарів (наразі житлові будинки по вул. Лермонтовській, № 9, 11, 13). Залишився також особняк родини де Шодуар (за адресою Старий бульвар, 22) — щойно виявлена пам'ятка архітектури.
По сусідству з бароном Шодуаром, у власному особняку, на розі Бульварної вулиці та Беккеровського провулку, мешкав міський голова Житомира Доманевський Іван Оскарович. Особняку надано охоронний статус пам'ятки місцевого значення. Особняк № 4 по Шляхетній вулиці, побудови 2-ї половини XIX ст., що наразі міститься у переліку пам'яток архітектури місцевого значення, протягом 1898 року був домівкою російського письменника, демократа Мачтета Григорія Олександровича. На головному фасаді будинку № 4 встановлена меморіальна дошка Мачтету Г. О. На схилі Петровської Гори, по вулиці Дмитра Донцова, 20, зберігся двоповерховий будинок родини Щастних, у якому народився Щастний Олексій Михайлович. У пам'ять про це, на головному фасаді цього будинку влаштовано меморіальну дошку, а будинок занесений до переліку пам'яток архітектури місцевого значення. Протягом 1892—1893 років у дохідному будинку Катерберга (нині № 16 по вулиці Миколи Лисенка) мешкав Іван Адріянович Фещенко-Чопівський. На розі вулиць Пушкінської та Петровської, у будинку № 2 проживав український історик і публіцист В'ячеслав Липинський.
Будинок за адресою вулиця Шляхетна, 13, є щойно виявленим об'єктом культурної спадщини міста Житомира (пам'ятка історії). У цьому будинку протягом 1941—1942 рр. перебував Олег Ольжич, діяв штаб похідної групи ОУН та редакція газети «Українське Слово». До арешту в 1937 році там же мешкав етнограф Никанор Дмитрук.
За радянської влади Петровська Гора — одна з небагатьох місцевостей, що майже не втратила власне архітектурне обличчя. Радянська типова архітектура у місцевості представлена у незначній кількості. Одна з таких новобудов — дев'ятиповерхівка для партноменклатури на розі вулиць Шляхетної та Професора Кравченка, збудована у 1970-ті на місці садиби, у якій провів перші роки життя митець Юліуш Зарембський. В 1989 році на розі вулиць Пушкінської і Театральної (Дмитра Донцова) збудували дев'ятиповерхівку навпроти водонапірної вежі, внаслідок чого вежа втратила деяку вагу, до того будучи домінантою Петровської Гори.
У другій половині 1970-х років збудовано новий шляхопровід, що з'єднав вулиці Лазо і Театральну — вулицю, що даний момент має назву вулиця Дмитра Донцова. Тоді ж на даній новозбудованій ділянці дороги, огинаючій північне підніжжя Петровського пагорбу, прокладено тролейбусну контактну мережу та відбувся запуск тролейбусного маршруту № 5 (згодом № 9).
У 1980-ті роки на складному рельєфі південного схилу Петровської Гори зведено літній театр «Ракушка». В останні роки існування СРСР розпочато побудову гастрольного театру на 1500 місць, на розі Старого Бульвару та вулиці Паризької Комуни (сучасної Фещенка-Чопівського). Невдовзі будівництво було заморожене. Наразі недобудову знесено, а частково на її місці постала житлова багатоповерхівка.

## Сучасність

### Транспортне забезпечення
Місцевість утворюють вулиці Віктора Косенка, Професора Кравченка, Шляхетна. Даними вулицями відбувається автобусний рух. З півночі пагорб огинає та перетинає у східній його частині вулиця Дмитра Донцова — чотирисмугова магістраль з тролейбусним рухом на ній. Вулиця з аналогічними характеристиками, що бере початок з Петровської Гори — вулиця Фещенка-Чопівського.

### Об'єкти інфраструктури

#### Навчально-виховні заклади
- Житомирський музичний фаховий коледж ім. В. С. Косенка (вулиця Віктора Косенка, 28);
- Дошкільний навчальний заклад № 30 «Журавлик» (вулиця Віктора Косенка, 17);
- Дитячий садок № 17 Національної поліції України (бульвар Старий, 18);
- Міський центр науково-технічної творчості учнівської молоді (вулиця Віктора Косенка, 19);
- Художня школа ім. В. Шкуринського (Студентський провулок, 2).

#### Комунальні заклади медицини
- Обласний медичний консультативно-діагностичний центр (вулиця Віктора Косенка, 1);
- Поліклініка УМВС (вулиця Професора Кравченка, 2).

#### Заклади культури та відпочинку
- Центральний міський парк культури та відпочинку ім. Ю. О. Гагаріна;
- Літній театр «Ракушка»;
- Житомирська обласна Філармонія ім. Святослава Ріхтера (вулиця Віктора Косенка, 26);
- 25 Гарнізонний будинок офіцерів (вулиця Віктора Косенка, 27).

### Урбаноніми
- вулиця Віктора Косенка;
- вулиця Дмитра Донцова (частково, ближче до завершення вулиці);
- вулиця Миколи Лисенка;
- вулиця Професора Кравченка;
- вулиця Фещенка-Чопівського (початок вулиці);
- Шляхетна вулиця;
- Шодуарівський провулок;
- Студентський провулок.